# Nuovi eroi
 (juillet 2022).
Albums de Eros Ramazzotti
Cuori agitati
(1985) In certi momenti
(1987)
Singles
1. Adesso tu
Sortie : 13 février 1986

Nuovi eroi est le deuxième album de l'auteur-compositeur-interprète pop rock italien Eros Ramazzotti, produit par Piero Cassano et sorti en 1986 sur le label DDD (La Drogueria di Drugolo).

## Présentation
Précédé par la publication du single Adesso tu (qui a remporté le festival de Sanremo en 1986), l'album Nuovi eroi confirme le succès d'Eros Ramazzotti, avec plus de 700 000 exemplaires vendus uniquement en Italie.
L'album, édité initialement exclusivement en version CD, contient quatre pistes de l'album précédent Cuori agitati.
Adesso tu se place en tête des classements de singles, pendant plusieurs semaines consécutives, en Italie, en Suisse et en Autriche. La version incluse sur l'album est présentée dans une version allongée par rapport à la version Sanremo, avec des passages instrumentaux supplémentaires[réf. nécessaire].
Nuovi eroi atteint ensuite la première place des classements dans les trois mêmes pays. Il y est, également, certifié, ainsi qu'en Espagne.

## Liste des titres
Toutes les paroles sont écrites par Eros Ramazzotti et Adelio Cogliati, toute la musique est composée par Eros Ramazzotti et Piero Cassano.
| Édition originale italienne | Édition originale italienne | Édition originale italienne | Édition originale italienne | Édition originale italienne | Édition originale italienne | Édition originale italienne | Édition originale italienne | Édition originale italienne | Édition originale italienne |
| No                          | Titre                       | Durée                       |                             |                             |                             |                             |                             |                             |                             |
| --------------------------- | --------------------------- | --------------------------- | --------------------------- | --------------------------- | --------------------------- | --------------------------- | --------------------------- | --------------------------- | --------------------------- |
| 1.                          | Un cuore con le ali         | 3:55                        |                             |                             |                             |                             |                             |                             |                             |
| 2.                          | Un nuovo amore              | 4:14                        |                             |                             |                             |                             |                             |                             |                             |
| 3.                          | E mi ribello                | 4:24                        |                             |                             |                             |                             |                             |                             |                             |
| 4.                          | Fuggo dal nulla             | 3:50                        |                             |                             |                             |                             |                             |                             |                             |
| 5.                          | Con gli occhi di un bambino | 4:22                        |                             |                             |                             |                             |                             |                             |                             |
| 6.                          | Lacrime di gioventù         | 4:54                        |                             |                             |                             |                             |                             |                             |                             |
| 7.                          | Emozione dopo emozione      | 4:37                        |                             |                             |                             |                             |                             |                             |                             |
| 8.                          | Adesso tu                   | 5:06                        |                             |                             |                             |                             |                             |                             |                             |
| 9.                          | Nuovi eroi                  | 4:14                        |                             |                             |                             |                             |                             |                             |                             |
| 10.                         | Una storia importante       | 4:12                        |                             |                             |                             |                             |                             |                             |                             |
| 11.                         | Cuori agitati               | 3:47                        |                             |                             |                             |                             |                             |                             |                             |
| 12.                         | Buongiorno bambina          | 4:18                        |                             |                             |                             |                             |                             |                             |                             |
| 13.                         | Terra promessa              | 3:44                        |                             |                             |                             |                             |                             |                             |                             |
| 55:37                       |                             |                             |                             |                             |                             |                             |                             |                             |                             |

| Heroes de hoy : édition espagnole | Heroes de hoy : édition espagnole | Heroes de hoy : édition espagnole | Heroes de hoy : édition espagnole | Heroes de hoy : édition espagnole | Heroes de hoy : édition espagnole | Heroes de hoy : édition espagnole | Heroes de hoy : édition espagnole | Heroes de hoy : édition espagnole | Heroes de hoy : édition espagnole |
| No                                | Titre                             | Durée                             |                                   |                                   |                                   |                                   |                                   |                                   |                                   |
| --------------------------------- | --------------------------------- | --------------------------------- | --------------------------------- | --------------------------------- | --------------------------------- | --------------------------------- | --------------------------------- | --------------------------------- | --------------------------------- |
| 1.                                | Ahora tú                          | 4:00                              |                                   |                                   |                                   |                                   |                                   |                                   |                                   |
| 2.                                | Un nuovo amore                    | 4:13                              |                                   |                                   |                                   |                                   |                                   |                                   |                                   |
| 3.                                | Un cuore con le ali               | 3:53                              |                                   |                                   |                                   |                                   |                                   |                                   |                                   |
| 4.                                | Fuggo dal nulla                   | 3:48                              |                                   |                                   |                                   |                                   |                                   |                                   |                                   |
| 5.                                | Con gli occhi di un bambino       | 4:19                              |                                   |                                   |                                   |                                   |                                   |                                   |                                   |
| 6.                                | Emociones, cuántas emociones      | 4:34                              |                                   |                                   |                                   |                                   |                                   |                                   |                                   |
| 7.                                | E mi ribello                      | 4:25                              |                                   |                                   |                                   |                                   |                                   |                                   |                                   |
| 8.                                | Lacrime di gioventù               | 4:53                              |                                   |                                   |                                   |                                   |                                   |                                   |                                   |
| 9.                                | Heroes de hoy (Nuovi eroi)        | 4:18                              |                                   |                                   |                                   |                                   |                                   |                                   |                                   |
| 38:23                             |                                   |                                   |                                   |                                   |                                   |                                   |                                   |                                   |                                   |

## Certifications
| Région                                                                                                 | Certification | Ventes/Streams |
| --- | ------------- | -------------- |
| Autriche (IFPI)                                                                                        | 2 × Platine   | 100 000x       |
| Espagne (PME)                                                                                          | Or            | 0^             |
| Italie (FIMI)                                                                                          | 3 × Platine   | 150 000*       |
| Suisse (IFPI)                                                                                          | 2 × Platine   | 100 000x       |
| *Ventes selon la certification ^Mise en rayon selon la certification xNon précisé par la certification |               |                |